# 四環黴素
四環黴素（英語：Tetracycline，/ˌtɛtrəˈsaɪkliːn/，INN），又稱四環素，一種聚酮类广谱抗生素藥物的泛稱，這類藥物由鏈黴菌屬放線菌門細菌所產生，基本化學結構均由四個環接合而成，可用於對抗多種細菌感染。最早被使用於治療霍亂，現代一般用於治療粉刺、酒糟鼻。有許多藥物都是由四環黴素衍生而來，這些藥物被統稱為四环素类抗生素。包括 Sumycin，Tetracyn，與Panmycin等商標藥物，其成份都是屬於四環黴素。
它被列於世界衛生組織基本藥物名單中，被視為基本醫療衛生制度中所需藥物清單之一。

## 歷史
1948年开始应用于临床治疗。对许多当时难以治愈的疾病都展现出十分惊人的治疗成效。比如通过蚊蝇传播的恶性疟疾患者在服用四环素药物4天后即可明显好转；还可用于兽医临床上治疗肠道多种病原菌的感染，显著提升了畜禽存活率和畜牧业的经济效益。
法国微生物学家安德（André Michel Lwoff）1956年给妊娠期的哺乳动物注射用氚标记的四环素，追踪发现四环素可以突破胎盘屏障到达胎儿的骨骼中。贝维兰特等人通过进一步实验证明了四环素会抑制骨骼的形成。尤其在牙发育时期容易造成牙组织的钙化控制，也就表现为牙着色和发育不全。在牙发育矿化期（即怀孕中后期、婴儿和8岁以下儿童）服用的四环素族药物，可被结合到牙组织内使牙着色。这是因为四环素族药物进入人体后容易在牙本质和牙釉质中形成坚固的四环素钙复合物。而四环素族本身有颜色，如四环素呈浅黄色，去甲基金霉素呈镉黄色，土霉素呈柠檬黄色。在日光或紫外线下也会促使四环素降解变色。在婴儿早期形成外层牙本质时，用药影响最大。

## 作用機制
四環黴素能夠針對30S核糖體亞基的A位置結合，阻斷氨酰tRNA與核糖體中的A位點結合，从而抑制肽链的增长和影响细菌或其他病原微生物的蛋白质合成。
四环素对金黄色葡萄球菌、肺炎球菌、化脓性链球菌、淋球菌、脑膜炎球菌、大肠杆菌、产气杆菌、志贺菌属、耶尔森菌、单核细胞李斯特菌等有较强抗菌活性；对立克次体、支原体、衣原体、放线菌等也有较强作用。现在一般不用于细菌感染，主要用于立克次体病、布氏杆菌病、淋巴肉芽肿、支原体肺炎、螺旋体病、衣原体病等。

## 其他用途
四環素可以被骨頭吸收，因此在活體組織切片的生理檢查中，也被用來當成標記骨頭生長速度之用。
四环素可分泌到乳汁，可透过胎盘进入胎儿体内，引起子代的不良反应。

## 禁忌症
8岁以下小儿禁用。
孕妇及哺乳期妇女禁用。
使用四環素時不要與牛奶一起飲用，因為牛奶中的鈣會與四環素結合，減少其吸收，導致藥效降低。